# (3560) Chenqian
(3560) Chenqian est un astéroïde de la ceinture principale.

## Description
(3560) Chenqian est un astéroïde de la ceinture principale. Il fut découvert le 3 septembre 1980 à Nanking par l'observatoire de la Montagne Pourpre. Il présente une orbite caractérisée par un demi-grand axe de 3,02 UA, une excentricité de 0,12 et une inclinaison de 9,3° par rapport à l'écliptique.

## Compléments